# 在路上
- 關於同名电影，請見「浪荡世代」。
- 關於任贤齐专辑，請見「我们的滚烫人生」。

《在路上》（英語：On the Road） 是美国“垮掉的一代”作家杰克·凯鲁亚克创作于1957年的小说。这部小说绝大部分是自传性的，基于作者横穿20世纪中期的美国大陆的经历。它一经问世即令舆论哗然，毁誉参半，但被公认为1960年代嬉皮士运动和垮掉的一代的经典之作。
《在路上》的同名改编电影《浪蕩世代》由巴西名导沃尔特·塞勒斯（Walter Salles）执导，于2012年5月上映。

## 写作过程
《在路上》是凯鲁亚克实践“自发性写作”的作品，据说作品是由作者爆发的艺术冲动在一卷30米长的电传打字纸上一气呵成，后来原稿被拍卖，于2001年以二百四十万美元卖给了印第安纳波利斯科尔特公司的所有者Jim Irsay。传说凯鲁亚克仅用三个星期就全部完成了，但这个说法显然没有注意到凯鲁亚克积累的过程。在他7年的旅行生涯中，他总是随身携带着价值10美分的小本子，有空的时候就写作，书中大量情节就是在发生后不久被写出来的。

## 情节
小说主人公萨尔与迪安、玛丽露等几个年轻男女沿途搭便车或开车，多次横穿美国，到达墨西哥。一路上他们狂欢式的饮酒，吸大麻，探讨东方禅宗。夜宿村落，与女人调情，他们从纽约游荡到旧金山，最后分散。
书中的主要人物是叙述者萨尔·帕拉迪斯与他新结识的朋友迪安·莫里亚蒂。后者无拘无束的态度和冒险精神打动了萨尔。而自由奔放与众不同的迪安对生活中各种快感的追求也使萨尔的旅途是如此的振奋人心。这部小说包括五个部分，其中三部分描写了在路上的生活。故事发生于1947到1950年.小说的大部分是自传性质的，萨尔变成了作者而迪安代表尼尔·卡萨迪。

## 影响
《在路上》中主人公们的生活方式影响了1960年代的美国年轻人，与其他嬉皮士文化的音乐和文学作品一道影响了那个时代欧洲、日本等多个地区的青年。

## 外部連結
- 開放圖書館（Open Library）上的《在路上》介紹（页面存档备份，存于）（英文）
- The Beat Museum（页面存档备份，存于）（英文）